# Новоалександровский (Ставропольский край)
Новоалекса́ндровский — хутор в составе Благодарненского городского округа Ставропольского края России.

## География
На востоке: село Александрия.
На западе: село Шишкино.
Расстояние до краевого центра: 99 км.
Расстояние до районного центра: 16 км.

## История
На 1 марта 1966 года хутор Новоалександровский входил в состав Александрийского сельсовета с центром в селе Александрия:9.
До 1 мая 2017 года входил в состав территории сельского поселения Александрийский сельсовет Благодарненского района Ставропольского края.

## Население
| 1989 | 2002 | 2010 | 2014 | 2021 | 2023 |
| ---- | ---- | ---- | ---- | ---- | ---- |
| 299  | ↗343 | ↗366 | ↘300 | ↗312 | →312 |

По данным переписи 2002 года в национальной структуре населения преобладают русские (83 %).

## Связь и телекоммуникации
В 2016 году в хуторе введена в эксплуатацию точка доступа к сети Интернет (передача данных осуществляется посредством волоконно-оптической линии связи).